# Latiblattella nitida
Latiblattella nitida är en kackerlacksart som först beskrevs av Henri Saussure och Leo Zehntner 1893.  Latiblattella nitida ingår i släktet Latiblattella och familjen småkackerlackor. Inga underarter finns listade i Catalogue of Life.